# Државни функционери Руске Федерације
Државни функционери Руске Федерације (рус. государственные должностные лица Российской Федерации) изабрана или именована су лица која непосредно врше надлежности федералних државних органа Руске Федерације.
Они не улазе у ред државних службеника нити им се додјељују класни чинови федералне државне грађанске службе. Могу им се давати војна и специјална звања, дипломатски рангови и класни чинови полицијске службе.

## Списак
Државни функционери Руске Федерације су:
- предсједник Руске Федерације;
- предсједник Владе Руске Федерације;
- први замјеник предсједника Владе Руске Федерације;
- замјеник предсједника Владе Руске Федерације — опуномоћени представник предсједника Руске Федерације у федералном округу;
- замјеник предсједника Владе Руске Федерације;
- замјеник предсједника Владе Руске Федерације — руководилац Апарата Владе Руске Федерације;
- министар Руске Федерације — опуномоћени представник предсједника Руске Федерације у федералном округу;
- министар Руске Федерације — руководилац Апарата Владе Руске Федерације;
- федерални министар;
- ванредни и опуномоћени амбасадор Руске Федерације (у страној држави);
- стални представник (представник, стални посматрач) Руске Федерације при међународној организацији (у страној држави);
- предсједник Савјета Федерације Федералне скупштине Руске Федерације;
- први замјеник, замјеник предсједника Савјета Федерације Федералне скупштине Руске Федерације;
- предсједник, замјеник предсједника одбора (комисије) Савјета Федерације Федералне скупштине Руске Федерације;
- члан одбора (комисије) Савјета Федерације Федералне скупштине Руске Федерације;
- предсједник Државне думе Федералне скупштине Руске Федерације;
- први замјеник, замјеник предсједника Државне думе Федералне скупштине Руске Федерације;
- предсједник, замјеник предсједника одбора (комисије) Државне думе Федералне скупштине Руске Федерације;
- предсједник пододбора Државне думе Федералне скупштине Руске Федерације;
- члан одбора (комисије) Државне думе Федералне скупштине Руске Федерације;
- предсједник Уставног суда Руске Федерације;
- замјеник предсједника Уставног суда Руске Федерације;
- судија-секретар Уставног суда Руске Федерације;[2]
- судија Уставног суда Руске Федерације;
- предсједник Врховног суда Руске Федерације;
- први замјеник, замјеник предсједника Врховног суда Руске Федерације;
- судија Врховног суда Руске Федерације;
- предсједник Високог арбитражног суда Руске Федерације;[3]
- први замјеник, замјеник предсједника Високог арбитражног суда Руске Федерације;
- судија Високог арбитражног суда Руске Федерације;
- генерални тужилац Руске Федерације;
- предсједник Истражног комитета Руске Федерације;
- секретар Савјета безбједности Руске Федерације;
- опуномоћени за права човјека у Руској Федерацији;
- опуномоћени при предсједнику Руске Федерације за заштиту права предузетника;
- руководилац високог државног органа извршне власти субјекта Руске Федерације;
- предсједник Рачунске коморе Руске Федерације;
- замјеник предсједника Рачунске коморе Руске Федерације;
- аудитор Рачунске коморе Руске Федерације;
- предсједник Централне банке Руске Федерације;
- предсједник Централне изборне комисије Руске Федерације;
- замјеник предсједника Централне изборне комисије Руске Федерације;
- секретар Централне изборне комисије Руске Федерације;
- члан Централне изборне комисије Руске Федерације;
- предсједник федералног суда;
- замјеник предсједника федералног суда;
- судија федералног суда;
- генерални директор Судског департмана при Врховном суду Руске Федерације.